# نریشت (سرده)
نریشت (Hyparrhenia) سرده‌ای (جنسی) از علف‌های خانواده گندمیان (Poaceae) است.
نریشت‌ها بیشتر بر صخره‌ها می‌رویند و بیشتر بومی مناطق گرمسیری آفریقا هستند ولی برخی گونه‌ها هم در مناطق گرم اوراسیا نیز می‌رویند.
جنس نریشت در ایران یک گونه چندساله به نام نریشت (Hyparrhenia hirta) دارد که بیشتر بر روی سازه‌های کنگلومرایی و در جنوب ایران می‌روید.
به‌ویژه استان‌های خوزستان، جنوب فارس، بوشهر، هرمزگان و بلوچستان از مناطق رویش نریشت در ایران است.

## گونه‌ها
- Hyparrhenia anamesa
- Hyparrhenia arrhenobasis
- Hyparrhenia barteri
- Hyparrhenia coleotricha
- Hyparrhenia confinis
- Hyparrhenia exarmata
- Hyparrhenia figariana
- Hyparrhenia formosa
- Hyparrhenia gazensis
- نریشت (گیاه)
- Hyparrhenia involucrata
- Hyparrhenia madaropoda
- Hyparrhenia multiplex
- Hyparrhenia nyassae
- Hyparrhenia praetermissa
- Hyparrhenia rudis
- Hyparrhenia rufa
- Hyparrhenia tamba
- Hyparrhenia umbrosa